# Дакенов, Закир Мударисович
Заки́р Мудари́сович Даке́нов (31 декабря 1962, Корни — 25 мая 1995, Москва) — советский и российский казахский прозаик и поэт.

## Биография
Закир Мударисович Дакенов родился в казахской семье в селе Корни Володарского района Астраханской области в новогоднюю ночь. Некоторые источники указывают в качестве даты его рождения 31 декабря 1962 года, другие — 1 января 1963. В предисловии к изданному в 2015 году сборнику его стихов «Пойте, чувства!» даётся ошибочная дата — 1 января 1962 года. Также имел татарское происхождение.
В молодости жил в микрорайоне «Юность» крупного села Яксатово — пригорода Астрахани. Служил в Советской армии, в конвойных войсках. Учился в астраханском ПТУ резчиков по дереву, позднее переехал в Москву и поступил в Литературный институт имени А. М. Горького, где участвовал в семинарах писателя Руслана Киреева.
Публиковался в коллективных сборниках, вышедших в издательствах «Советский писатель» и «Современник»; журналах «Волга», «Простор», «Сельская молодёжь», «Степные просторы», «Парус» и др. Автор книги стихов «Белая улица» и нескольких повестей, в том числе  «Вышка» и «Полетим, кукушечка, в дальние края», на которые в журнале «Новый мир» была опубликована рецензия Леонида Клейна:
Стилистику прозы Закира Дакенова можно было бы сравнить со стилистикой документального фильма, имитирующей репортаж с места происшествия... Помещая своих героев в горячие точки нашей действительности, писатель как бы испытывает их возможности. Результаты, увы, удручающие. Сознание молодых людей (герои Дакенова очень молоды) поражено таким не свойственным этому возрасту недугом — болезнью Постороннего (сравним с романом Камю). Такой больной, ещё почти не живший, но уже уставший от жизни, посторонний ко всему окружающему, в экстремальной ситуации теряется и, конечно, не способен противостоять злу. И не потому, что не хватает силы и мужества, а потому, что нет чувствительности к внешнему миру, нет реакции на свет.
Погиб весной 1995 года в Москве, оступившись и упав с верхнего этажа пятиэтажного дома. Знавшая Дакенова поэтесса Дина Немировская утверждает, что это было именно случайностью, а не самоубийством.

## Творчество
- Парад-алле Антон Палыча — Журнал «Простор», № 7, 1987
- Полетим, кукушечка, в дальние края: Повесть. — Журнал «Волга», № 12, 1990
- Вышка: Повесть. — М.: Московский рабочий, 1991. — 141 стр.; ил. — ISBN 5-239-01253-9
- Небо в алмазах или пыль придорожная, 1994
- Записки дворника: Повесть
- Белая улица: Книга стихов
- Пойте, чувства!: Стихи. — Астрахань: ГП АО «Издательско-полиграфический комплекс «Волга», 2015. — 76 с. — ISBN 978-5-98066-177-9